# Frans Krook (militär)
Frans Joakim Krook, född 22 juni 1833 i Malmö, död 16 januari 1915 i Eksjö, var en svensk militär.

## Biografi
Frans Krook var son till ryttmästaren Anders Gabriel Krook och Laura Wiedberg. Han blev officer 1855, ryttmästare vid Kronprinsens husarregemente 1874, major 1885, var överstelöjtnant och chef för Jämtlands hästjägarkår 1887–1893 och befordrades kort före sitt avsked 1893 till överste. Krook blev riddare av Svärdsorden 1876.